# Anime năm 2025
| Anime theo năm |      |      |      |      |      |         |
| ...2022        | 2023 | 2024 | 2025 | 2026 | 2027 | 2028... |

Dưới đây là danh sách anime (bao gồm anime truyền hình dài tập, phim anime điện ảnh, ONA, OVA) sẽ ra mắt trong năm 2025.
Đây là một danh sách chưa hoàn tất, và có thể sẽ không bao giờ thỏa mãn yêu cầu hoàn tất. Bạn có thể đóng góp bằng cách mở rộng nó bằng các thông tin đáng tin cậy.

## Phim điện ảnh
| Ngày công chiếu | Tựa đề                                                                               | Thời lượng | Hãng sản xuất     | Đạo diễn                                 | Ng     |
| --------------- | ------------------------------------------------------------------------------------ | ---------- | ----------------- | ---------------------------------------- | ------ |
| 17 tháng 1      | Colorful Stage! Một Miku không thể hát                                               | 105 phút   | P.A.Works         | Hata Hiroyuki                            | [ 1 ]  |
| 31 tháng 1      | Versailles no Bara                                                                   |            | MAPPA             | Yoshimura Ai                             | [ 2 ]  |
| 14 tháng 2      | Senpai wa Otokonoko: Ame Nochi Hare                                                  |            |                   |                                          | [ 3 ]  |
| 7 tháng 3       | Doraemon: Nobita và cuộc phiêu lưu vào thế giới trong tranh                          | 105 phút   | Shin-Ei Animation | Teramoto Yukiyo                          | [ 4 ]  |
| 14 tháng 3      | Mononoke Second Chapter: Hinezumi                                                    |            |                   |                                          | [ 5 ]  |
| tháng 3         | Eiga Shimajirō Shimajirō to Yūki no Uta                                              |            |                   | Kawamura Tomohiro                        | [ 6 ]  |
| 18 tháng 4      | Boku to Roboco                                                                       |            | Gallop            | Daichi Akitarō                           | [ 7 ]  |
| 18 tháng 4      | Thám tử lừng danh Conan: Dư ảnh của độc nhãn                                         | 110 phút   | TMS Entertainment | Katsuya Shigehara                        | [ 8 ]  |
| 9 tháng 5       | Utano Prince-sama: Taboo Night XXXX                                                  |            | A-1 Pictures      | Furuta Takeshi (tổng), Seki Akiko        | [ 9 ]  |
| 15 tháng 7      | Thanh gươm diệt quỷ: Vô hạn thành                                                    |            | Ufotable          | Haruo Sotozaki                           | [ 10 ] |
| 27 tháng 6      | Clockwork Girl                                                                       | 35 phút    | Shaft             | Umetsu Yasuomi                           | [ 11 ] |
| Mùa xuân        | Binan Kōkō Chikyū Bōei-bu Eternal Love!                                              |            | Studio Comet      | Takamatsu Shinji                         | [ 12 ] |
| Mùa xuân        | Kaitō Queen no Yūga na Vacances                                                      |            | East Fish Studio  | Den Saori                                | [ 13 ] |
| mùa đông        | Genkijouban Love Live! Nijigasaki Gakuen School Idol Doukoukai Kanketsu-hen (phần 2) |            | Sunrise           | Kawamura Tomoyuki                        | [ 14 ] |
| mùa đông        | Mahō Shōjo Madoka Magica: Walpurgis no Kaiten                                        |            | Shaft             | Shinbo Akiyuki (tổng), Miyamoto Yukihiro | [ 15 ] |
| Trong năm 2025  | Future Kid Takara                                                                    |            | Studio 4°C        | Sano Yuta                                | [ 16 ] |
| Trong năm 2025  | Grotesque                                                                            |            | CloverWorks       | Nishigori Atsushi                        | [ 17 ] |
| Trong năm 2025  | Kobayashi-san Chi no Maid Dragon: Samishigariya no Ryū                               |            | Kyoto Animation   | Ishihara Tatsuya                         | [ 18 ] |
| Trong năm 2025  | Jujutsu Kaisen                                                                       |            |                   |                                          | [ 19 ] |

## Phim truyền hình

### Tháng 1 – tháng 3
| Ngày phát sóng         | Tựa đề                                                                                             | Số tập | Hãng sản xuất               | Đạo diễn                           | Ng     |
| ---------------------- | -------------------------------------------------------------------------------------------------- | ------ | --------------------------- | ---------------------------------- | ------ |
| 9 tháng 1 – 27 tháng 3 | Dr. Stone: Science Future (phần 1)                                                                 | 12     | TMS Entertainment           | Matsushita Shūhei                  | [ 20 ] |
| 10 tháng 1             | Kusuriya no Hitorigoto (mùa 2)                                                                     | 24     | OLM, Toho Animation Studio  | Sato Hikaru                        | [ 21 ] |
| 12 tháng 1             | Kimi no koto ga Dai Dai Dai Dai Daisuki na 100-nin no Kanojo (mùa 2)                               | 12     | Bibury Animation Studios    | Sato Hikaru                        | [ 22 ] |
| 12 tháng 1             | Mahō Tsukai Precure!!: MIRAI DAYS                                                                  | 12     | Toei Animation, Studio Deen | Hamana Takayuki                    | [ 23 ] |
| 7 tháng 1 – 25 tháng 3 | Đóa hoa nở rộ, tựa A-tu-la                                                                         | 12     | Studio Bind                 | Uwano Ayumu                        | [ 24 ] |
| tháng 1                | Ameku Takao no Suiri Karte                                                                         | 12     | project No.9                | Iwata Kazuya                       | [ 25 ] |
| tháng 1                | Akuyaku Reijō Tensei Oji-san                                                                       | 12     | Ajiadō                      | Takeuchi Tetsuya                   | [ 26 ] |
| tháng 1                | Ao no Exorcist: Yosuga-hen                                                                         | 12     | Studio VOLN                 | Yoshida Daisuke                    | [ 27 ] |
| tháng 1                | BanG Dream! Ave Mujica                                                                             | 12     | Sanzigen                    | Kakimoto Koudai                    | [ 28 ] |
| tháng 1                | Baban Baban Ban Vampire                                                                            | 12     | Gaina                       | Kawasaki Itsurō                    | [ 29 ] |
| tháng 1                | Botsuraku Yotei no Kizoku dakedo, Hima datta kara Mahō wo Kiwamete Mita                            | 12     | Studio Deen, Marvy Jack     | Ishikura Ken'ichi                  | [ 30 ] |
| tháng 1                | Cardfight!! Vanguard DivineZ Deluxe-hen                                                            | 12     | Kinema Citrus               |                                    | [ 31 ] |
| tháng 1                | Class no Dai Kirai na Joshi to Kekkon suru Koto ni Natta                                           | 12     | Studio Gokumi, AXsiZ        | Oshima Hiroyuki                    | [ 32 ] |
| tháng 1                | Cuộc hôn nhân hạnh phúc của tôi (mùa 2)                                                            | 12     | Kinema Citrus               | Kojima Masayuki, Kubota Takehiro   | [ 33 ] |
| tháng 1                | Dōse, Koishite Shimaunda.                                                                          | 12     | GoHands                     | Yamamoto Junichi                   | [ 34 ] |
| tháng 1                | Fugūshoku "Kanteishi" ga Jitsu wa Saikyō Datta                                                     | 12     | Okuruto Noboru              | Oonishi Kenta                      | [ 35 ] |
| tháng 1                | Grisaia: Phantom Trigger the Animation                                                             | 12     | Bibury Animation Studios    | Nagasawa Tsuyoshi                  | [ 36 ] |
| tháng 1                | Guild no Uketsukejō desu ga, Zangyō wa Iya nanode Boss wo Solo Tōbatsu Shiyō to Omoimasu           | 12     | CloverWorks                 | Nagasawa Tsuyoshi                  | [ 37 ] |
| tháng 1                | Hazure Skill "Kinomi Master"                                                                       | 12     | Asahi Production            | Kimura Ryuuichi                    | [ 38 ] |
| tháng 1                | Honey Lemon Soda                                                                                   | 12     | J.C.Staff                   | Nishikiori Hiroshi                 | [ 39 ] |
| tháng 1                | Ishura (mùa 2)                                                                                     | 12     | Passione                    | Takahashi Takeo (tổng), Ogawa Yuki | [ 40 ] |
| tháng 1                | Izure Saikyō no Renkinjutsu-shi?                                                                   | 12     | Studio Comet                | Kuzuya Naoyuki                     | [ 41 ] |
| tháng 1                | Jibaku Shōnen Hanako-kun (mùa 2)                                                                   | 12     | Lerche                      | Fukui Yōhei                        | [ 42 ] |
| tháng 1                | Kinnikuman: Kanpeki Chоujin Shiso-hen (mùa 2)                                                      | 12     | Production I.G              | Satou Akira                        | [ 43 ] |
| tháng 1                | Kono Kaisha ni Suki na Hito ga Imasu                                                               | 12     | BLADE                       | Takeichi Naoko                     | [ 44 ] |
| tháng 1                | Magic Maker: Isekai Mahō no Tsukurikata                                                            | 12     | Studio Deen                 | Koga Kazuomi                       | [ 45 ] |
| tháng 1                | Mahō Tsukai no Yakusoku                                                                            | 12     | Liden Films                 | Tatsuwa Naoyuki                    | [ 46 ] |
| tháng 1                | Mashin Sōzōden Wataru                                                                              | 12     | Bandai Namco Pictures       | Kamakura Yumi                      | [ 47 ] |
| tháng 1                | Medalist                                                                                           | 12     | ENGI                        | Yamamoto Yasutaka                  | [ 48 ] |
| tháng 1                | Momentary Lily                                                                                     | 12     | KGoHands                    | Kudou Susumu, Yokomine Katsumasa   | [ 49 ] |
| tháng 1                | NEET Kunoichi to Nazeka Dōsei Hajimemashita                                                        | 12     | Quad                        | Saito Hisashi                      | [ 50 ] |
| tháng 1                | Chào mừng đến Nhật, bạn Elf.                                                                       | 12     | Zero-G                      | Kitahata Tōru                      | [ 51 ] |
| tháng 1                | Okinawa de Suki ni Natta Ko ga Hōgen Sugite Tsurasugiru                                            | 12     | Millepensee                 | Itagaki Shin (tổng), Tanabe Shingo | [ 52 ] |
| tháng 1                | Salaryman ga Isekai ni Ittara Shitennō ni Natta Hanashi                                            | 12     | Geek Toys                   | Fukuda Michio                      | [ 53 ] |
| tháng 1                | Sakamoto Days                                                                                      | 24     | TMS Entertainment           | Watanabe Masaki                    | [ 54 ] |
| tháng 1                | S Rank Monster no “Behemoth” dakedo, Neko to Machigawarete Elf Musume no Pet Toshite Kurashitemasu | 12     | Zero-G, Saber Works         | Hirakawa Tetsuo                    | [ 55 ] |
| tháng 1                | Saikyō no Ō-sama, Nidome no Jinsei wa Nani wo Suru?                                                | 12     | Studio A-Cat                | Motonaga Keitaro                   | [ 56 ] |
| tháng 1                | Sentai Red Isekai de Bōkensha ni Naru                                                              | 12     | Satelight                   | Kawaguchi Keiichiro                | [ 57 ] |
| tháng 1                | Ore Dake Level-Up na Ken: Season 2 - Arise from the Shadow                                         | 13     | A-1 Pictures                | Nakashige Shunsuke                 | [ 58 ] |
| tháng 1                | Sorairo Utility                                                                                    | 12     | Yostar Pictures             | Saitō Kengo                        | [ 59 ] |
| tháng 1                | Tasokare Hotel                                                                                     | 12     | PRA                         | Kuremizu Kōsuke                    | [ 60 ] |
| tháng 1                | UniteUp!: Uni:Birth                                                                                | 12     | CloverWorks                 | Ushijima Shinichiro                | [ 61 ] |
| tháng 1                | Unnamed Memory (mùa 2)                                                                             | 12     | ENGI                        | MMurray Kazuya                     | [ 62 ] |
| tháng 1                | Zenshu.                                                                                            | 12     | MAPPA                       | Yamasaki Mitsue                    | [ 63 ] |

### Tháng 4 – tháng 6
| Ngày phát sóng          | Tựa đề | Tựa đề gốc | Số tập | Hãng sản xuất                       | Đạo diễn                        | Ng     |
| ----------------------- | --- | --- | ------ | ----------------------------------- | ------------------------------- | ------ |
| 1 tháng 4 – 17 tháng 6  | Aru Majo ga Shinu Made | | 12     | EMT Squared                         | Atsushi Nigorikawa              | [ 64 ] |
| 2 tháng 4 – 25 tháng 6  | Your Forma | | 13     | Geno Studio                         | Takaharu Ozaki                  | [ 65 ] |
| 2 tháng 4 – 18 tháng 6  | Vị vua mạnh nhất làm gì ở kiếp thứ hai?                                                                                            | Saikyō no Ōsama, Futatabime no Jinsei wa Nani o Suru?                                                           | 12     | Studio A-Cat                        | Keitaro Motonaga                | [ 66 ] |
| 3 tháng 4 – 26 tháng 6  | Rock là thú vui tao nhã của quý cô                                                                                                 | Rokku wa Redi no Tashinami deshite                                                                              | 13     | Bandai Namco Pictures               | Shinya Watada                   | [ 67 ] |
| 3 tháng 4 – 19 tháng 6  | Cuộc sống mới trong bóng tối của trị liệu sư tài ba                                                                                | Isshun de Chiryō shiteita noni Yakutatazu to Tsuihō sareta Tensai Chiyushi, Yami Healer toshite Tanoshiku Ikiru | 12     | Makaria studio                      | Joe Yoshizaki                   | [ 68 ] |
| 4 tháng 4 – 20 tháng 6  | Tình bạn trai-gái liệu có bền lâu?                                                                                                 | Danjo no Yūjō wa Seiritsu-suru? (Iya, Shinai!!)                                                                 | 12     | J.C.Staff                           | Suzuki Yohei                    | [ 69 ] |
| 4 tháng 4 – 20 tháng 6  | Wind Breaker (mùa 2) | | 12     | CloverWorks                         | Akai Toshifumi                  | [ 70 ] |
| 5 tháng 4 – 21 tháng 6  | Fire Force: Biệt đội lính cứu hỏa (phần 1 mùa 3)                                                                                   | Enen Enen no Shōbōtai San no Shō                                                                                | 12     | David Production                    | Yase Yuki                       | [ 71 ] |
| 5 tháng 4 – 22 tháng 6  | Katainaka no Ossan, Kensei ni Naru                                                                                                 | | 12     | Passione, Hayabusa Film             | Kazumi Akio                     | [ 72 ] |
| 5 tháng 4 – 21 tháng 6  | Diệt Slime suốt 300 năm, tôi level MAX lúc nào chẳng hay (mùa 2)                                                                   | Suraimu Taoshite Sanbyaku-nen, Shiranai Uchi ni Reberu Makkusu ni Nattemashita                                  | 12     | Teddy                               | Fukushima Naohiro               | [ 73 ] |
| 6 tháng 4 – 22 tháng 6  | Shoshimin: Cách để trở nên bình thường (mùa 2)                                                                                     | Shōshimin Series                                                                                                | 12     | Lapin Track                         | Kanbe Mamoru                    | [ 74 ] |
| 6 tháng 4 – 22 tháng 6  | Ta là quân chủ tà ác của quốc gia ở giữa muôn vì sao!                                                                              | Ore wa Seikan Kokka no Akutoku Ryōshu                                                                           | 12     | Quad                                | Yanagisawa Tetsuya              | [ 75 ] |
| 6 tháng 4 – 22 tháng 6  | Kanchigai no Atelier Meister | | 12     | EMT Squared                         | Ishii Hisashi                   | [ 76 ] |
| 6 tháng 4 – 22 tháng 6  | Phù thủy Maebashi | Maebashi Witches                                                                                                | 12     | Sunrise                             | Yamamoto Junichi                | [ 77 ] |
| 6 tháng 4               | Witch Watch | | 12     | Bibury Animation Studios            | Ikehata Hiroshi                 | [ 78 ] |
| 7 tháng 4 – 23 tháng 6  | Chẳng thể lý giải nổi Aharen-san (mùa 2)                                                                                           | Aharen-san wa Hakarenai                                                                                         | 12     | Felix Films                         | Yamamoto Yasutaka, Tomoe Makino | [ 79 ] |
| 8 tháng 4 – 24 tháng 6  | Những đứa con của gia đình Shiunji                                                                                                 | Shiunji-ke no Kodomo-tachi                                                                                      | 12     | Doga Kobo                           | Ryouki Kamitsubo                | [ 80 ] |
| 10 tháng 4 – 26 tháng 6 | Kanpeki Sugite Kawaige ga Nai to Konyaku Haki Sareta Seijo wa Ringoku ni Urareru                                                   | | 12     | Troyca                              | Shuu Watanabe                   | [ 81 ] |
| tháng 4                 | Apocalypse Hotel | | 12     | CygamesPictures                     | Kana Shundo                     |        |
| tháng 4                 | Bōrupāku de Tsukamaete! | | 12     | EMT Squared                         | Jun'ichi Kitamura               |        |
| tháng 4                 | Chūzenji-sensei Mononoke Kōgiroku: Sensei ga Nazo o Toite Shimaukara                                                               | |        | 100studio                           | Chihiro Kumano                  | [ 82 ] |
| tháng 4                 | Kanchigai no Atorie Maisutā: Eiyū Pāti no Moto Zatsuyōgakari ga, Jitsu wa Sentō Igai ga SSS Ranku Datta to Iu Yoku Aru Hanashi     | | 12     | EMT Squared                         | Hisashi Ishii                   |        |
| tháng 4                 | Zatsu Tabi: Đó là cuộc hành trình                                                                                                  | | 12     | Makaria studio                      | Masaharu Watanabe               | [ 83 ] |
| tháng 4                 | Food of the soul | | 12     | P.A. Works                          | Shinya Kawatsura,Yū Harumi      |        |
| tháng 4                 | Summer Pockets | |        | Feel (xưởng phim hoạt hình)         | Kobayashi Tomaki                | [ 84 ] |
| tháng 4                 | Boku no Hīrō Akademia final season (mùa 5)                                                                                         | |        | Bones studio                        | Kenichi Suzuki                  |        |
| tháng 4                 | Hắc Quản Gia : Phù Thủy Xanh | |        | CloverWorks                         | Okada Kenjirou                  | [ 85 ] |
| tháng 4                 | Kijin Gentōshō | |        | Phòng thí nghiệm hoạt hình Yokohama | Kazuya Aiura                    | [ 86 ] |
| tháng 4                 | Kakushite! Makina-san!! | | 12     | BloomZ                              | Masayoshi Nishida               |        |
| tháng 4                 | Chotto Dake Ai ga Omoi Dāku Erufu ga Isekai Kara Oikakete Kita                                                                     | | 12     | Elias animation Studio              | Toshikatsu Tokoro               |        |
| tháng 4                 | Gorira no Kami Kara Kago Sareta Reijō wa Ōritsu Kishidan de Kawaiigareru                                                           | | 12     | Encourage Films                     | Fumitoshi Oizaki                | [ 87 ] |
| tháng 4                 | Maebashi Uitchīzu | |        | Bandai Namco Filmworks              | Junichi Yamamoto                |        |
| tháng 4                 | Mono: Weekend animation | | 12     | Soigne studio                       | Ryota Aikei                     | [ 88 ] |
| tháng 4                 | Guilty Gear Strive: Dual rulers | |        | Sanzigen                            | Shigeru Morikawa                | [ 89 ] |
| tháng 4                 | Uma Musume Pretty Derby : Cinderella Gray                                                                                          | |        | CygamesPictures                     | Yūki Itō, Takehiro Miura        | [ 90 ] |
| tháng 4                 | Katainaka no Ossan, Kensei ni Naru: Tada no Inaka no Kenjutsu Shihan Datta noni, Taisei Shita Deshitachi ga Ore o Hōttekurenai Ken | | 12     | Passione, Hayabusa Films            | Akio Kazumi                     |        |
| tháng 4                 | Classic Stars | |        | Platinum Vision                     | Hideaki Ōba                     | [ 91 ] |
| tháng 4                 | Chuyện Tình Cửu Long | | 12     | Arvo Animation                      | Yoshiaki Iwasaki                | [ 92 ] |
| tháng 4                 | Sau khi rời khỏi tổ đội hạng A, tôi thám hiểm mê cung cùng đệ tử cũ                                                                | | 12     | Bandai Namco Filmworks              | Ono Katsumi                     |        |
| tháng 4                 | Teogonia | |        | Asahi Production                    | Kunihiro Mori                   |        |
| tháng 4                 | Bye Bye, Earth (Mùa 2) | |        | Liden Films                         | Nishikata Yasuto                | [ 93 ] |
| tháng 4                 | Haite Kudasai, Takamine-san | | 12     | Liden Films                         | Tomoe Makino                    |        |
| tháng 4                 | Ninja to Koroshiya no Futarigurashi                                                                                                | | 12     | Shaft                               | Yukihiro Miyamoto               |        |
| tháng 4                 | Uchūjin Mūmū | | 12     | OLM (Studio)                        | Tomoya Takahashi                |        |
| tháng 4                 | ANNE SHIRLEY | |        | The Answer Studio                   | Kawamata Hiroshi                |        |
| 29 tháng 6              | Koujo Denka no Kateikyoushi | |        | Studio Blanc                        | Nagayama Nobuyoshi              |        |

### Tháng 7 – tháng 9
| Ngày phát sóng | Tựa đề                                                                       | Số tập | Hãng sản xuất               | Đạo diễn                                   | Ng      |
| -------------- | ---------------------------------------------------------------------------- | ------ | --------------------------- | ------------------------------------------ | ------- |
| 1 tháng 7      | Necronomico no Cosmic Horror Show                                            |        | Studio Gokumi               | Matsune Masato                             | [ 94 ]  |
| 1 tháng 7      | Thám tử ngày nay thật điên rồ                                                |        | Liden Films                 | Kujo Rion                                  | [ 95 ]  |
| 2 tháng 7      | Jidou Hanbaiki ni Umarekawatta Ore wa Meikyuu wo Samayou (mùa 2)             |        | Studio Gokumi               | Takisha Yamamoto                           | [ 96 ]  |
| 2 tháng 7      | Clevatess: Vua ma thú, đứa trẻ định mệnh và anh hùng bất tử                  |        | Lay-duce                    | Taguchi Kiyotaka                           | [ 97 ]  |
| 2 tháng 7      | Jigoku Sensei Nube (remake 2025)                                             |        | Studio Kai                  | Yatsuyuki Ooishi                           | [ 98 ]  |
| 2 tháng 7      | Tsuyokute New Saga                                                           |        | Sotsu, Studio Clutch        | Naoki Mizusawa                             | [ 99 ]  |
| 2 tháng 7      | Hitozuma no Kuchibiru wa Kan Chūhai no Aji ga Shite                          |        | OceanVeil                   | Keima Hajime                               | [ 100 ] |
| 2 tháng 7      | Âm dương luân hồi                                                            |        | David Production            | Takahashi Hideya                           | [ 101 ] |
| 3 tháng 7      | Dan Da Dan (mùa 2)                                                           |        | Science Saru                | Yamashiro Fūga                             | [ 102 ] |
| 3 tháng 7      | Nhà ăn của kẻ bị ruồng bỏ!                                                   |        | OLM                         | Shimura Jōji                               | [ 103 ] |
| 3 tháng 7      | Kamitsubaki-shi Kensetsu-chū                                                 |        | SINKA ANIMATION PROJECT     | Kakimoto Kōdai                             | [ 104 ] |
| 4 tháng 7      | Tiếng gọi của màn đêm (mùa 2)                                                |        | Liden Films                 | Miyanishi Tetsuya (tổng), Itamura Tomoyuki | [ 105 ] |
| 4 tháng 7      | Arknights: Rise from Ember                                                   |        | Yostar Pictures             | Watanobe Yuuki                             | [ 106 ] |
| 4 tháng 7      | Mizuzokusei no Mahōtsukai                                                    |        | Typhoon Graphics            | Satake Hideyuki                            | [ 107 ] |
| 4 tháng 7      | Ruri no Hōseki                                                               |        | Studio Bind                 | Fujii Shingo                               | [ 108 ] |
| 4 tháng 7      | Busu ni Hanataba o                                                           |        | Sliver Link                 | Minato Mirai                               | [ 109 ] |
| 5 tháng 7      | Tiểu thư rách rưới được chồng cũ của chị gái yêu thương                      |        | LandQ Studios               | Kitagawa Takayuki                          | [ 110 ] |
| 5 tháng 7      | Mùa hè Hikaru chết                                                           |        | CygamesPictures             | Takeshita Ryōhei                           | [ 111 ] |
| 5 tháng 7      | Seishun Buta Yarō wa Santakurōsu no Yume o Minai                             |        | CloverWorks                 | Masui Sōichi                               | [ 112 ] |
| 5 tháng 7      | Nàng búp bê thử đồ của tôi biết yêu (mùa 2)                                  |        | CloverWorks                 | Shinohara Keisuke                          | [ 113 ] |
| 5 tháng 7      | Hoa thơm kiêu hãnh                                                           |        | CloverWorks                 | Miyuki Kuroki                              | [ 114 ] |
| 5 tháng 7      | Kanojo, okarishimasu (mùa 4)                                                 |        | TMS Entertainment           | Koga Kazuomi                               | [ 115 ] |
| 5 tháng 7      | Bad Girl                                                                     |        | Bridge Studio               | Furuta Jōji                                | [ 116 ] |
| 5 tháng 7      | Ẩm thức của Fermat                                                           |        | Domerica                    | Ichikawa Kayuza                            | [ 117 ] |
| 5 tháng 7      | 9-Nine: Ruler's Crown                                                        |        | PRA                         | Ōhata Kōichi                               | [ 118 ] |
| 5 tháng 7      | Bí mật của phù thủy tĩnh lặng                                                |        | Studio Gokumi               | Kanasaki Takaomi, Iwamoto Yasuo            | [ 119 ] |
| 5 tháng 7      | Watari-kun no xx ga Houkai Sunzen                                            |        | Staple Entertainment        | Naoya Takashi                              | [ 120 ] |
| 5 tháng 7      | Pháp sư trắng bị loại khỏi tổ đội, được mạo hiểm giả cấp S đóng nhận         |        | Felix Film                  | Tamada Hiroshi                             | [ 121 ] |
| 5 tháng 7      | Anh hùng bất tỉnh và công chúa ám sát                                        |        | Connect                     | Akitaya Noriaki                            | [ 122 ] |
| 6 tháng 7      | Gachiakuta                                                                   |        | Bones                       | Suganuma Fumihiko                          | [ 123 ] |
| 6 tháng 7      | Cậu bé nhà xí Hanako (phần 2, mùa 2)                                         |        | Lerche                      | Fukui Yōhei                                | [ 124 ] |
| 6 tháng 7      | Dũng sĩ otaku béo                                                            |        | White Fox                   | Sone Toshiyuki                             | [ 125 ] |
| 6 tháng 7      | Em đến cùng mưa                                                              |        | Lesprit                     | Tsukimisato Tomohiro                       | [ 126 ] |
| 6 tháng 7      | Nyaito obu za Ribingu Kyatto                                                 |        | OLM                         | Mike Takashi, Kamitani Tomhiro             | [ 127 ] |
| 6 tháng 7      | Hotel Inhumans                                                               |        | Bridge                      | Amino Tetsurō                              | [ 128 ] |
| 6 tháng 7      | Khải huyền dị giới Mynoghra: Chinh phục thế giới từ nền văn minh suy tàn     |        | Maho Film                   | Yanase Yūji                                | [ 129 ] |
| 6 tháng 7      | Gēsen Shōjo to Ibunka Kōryū                                                  |        | Nomad                       | Kikuchi Toshihiro                          | [ 130 ] |
| 7 tháng 7      | City the Animation                                                           |        | Kyōto Animation             | Taichi Ishidate                            | [ 131 ] |
| 7 tháng 7      | Grand Blue (mùa 2)                                                           |        | Liber                       | Takamatsu Shinji                           | [ 132 ] |
| 7 tháng 7      | Mogura: Kẻ lạc giữa hai thế giới                                             |        | Brain's Base Co., Ltd       | Ishiodori Hiroshi                          | [ 133 ] |
| 7 tháng 7      | Watashi ga Koibito ni Nareru Wake Naijan, Muri Muri! Muri Janakatta!?        |        | Studio Mother               | Uchinuma Natsumi                           | [ 134 ] |
| 8 tháng 7      | Cặp đôi tu hú (mùa 2)                                                        |        | Okuruto Noburu              | Hishida Masakazu                           | [ 135 ] |
| 9 tháng 7      | Tate no yūsha no nariagari (mùa 4)                                           |        | Kimena Citrus               | Haga Hitoshi                               | [ 136 ] |
| 9 tháng 7      | Mikadono San-shimai wa Angai, Choroi.                                        |        | P.A.Works                   | Matsubayashi Tadahito                      | [ 137 ] |
| 9 tháng 7      | Chuyển sinh thành đệ thất hoàng tử, tôi quyết định trao dồi ma thuật (mùa 2) |        | Tsumugi Akita Animation Lab | Tamamura Jin                               | [ 138 ] |
| 9 tháng 7      | New Panty & Stocking with Garterbelt                                         |        | Trigger                     | Imaishi Hiroyuki                           | [ 139 ] |
| 9 tháng 7      | Kizu Darake Seijo Yori Hōfuku wo Komete                                      |        | Imageworks Studio           | Chisaki                                    | [ 140 ] |
| 10 tháng 7     | Dr. Stone: Science Future (phần 2)                                           |        | TMS Entertainment           | Matsushita Shūhei                          | [ 141 ] |
| 11 tháng 7     | Huyết quỷ hỗn chiến                                                          |        | Studio Hibari               | Nonaka Ato                                 | [ 142 ] |
| 11 tháng 7     | Dã ngoại một mình cùng nhau                                                  |        | SynergySP                   | Hotori Jun                                 | [ 143 ] |
| 14 tháng 7     | Sakamoto Days (phần 2)                                                       |        | TMS Entertainment           | Watanabe Masaki                            | [ 144 ] |
| 17 tháng 7     | Utagoe wa Mirufīyu                                                           |        | Jumondou                    | Satō Takuya                                | [ 145 ] |
| 19 tháng 7     | Kaiju No. 8 – Quái vật số 8 (mùa 2)                                          |        | Production I.G              | Miya Shigeyuki, Kamiya Tomomi              | [ 146 ] |
| 19 tháng 7     | Nukitashi the Animation                                                      |        | Passione                    | Nagayama Nobuyoshi                         | [ 147 ] |
| 24 tháng 7     | Tôi kết cậu rồi đấy/Đi hát karaoke đi!                                       |        | Doga Kobo                   | Nakatani Asami                             | [ 148 ] |

### Tháng 10 – tháng 12
| Ngày phát sóng | Tựa đề                                                       | Số tập | Hãng sản xuất                   | Đạo diễn                       | Ng      |
| -------------- | ------------------------------------------------------------ | ------ | ------------------------------- | ------------------------------ | ------- |
| 2 tháng 10     | Watashi o Tabetai, Hito de Nashi                             |        | Studio Lings                    | Naoyuki Kuzuya, Yuusuke Suzuki | [ 149 ] |
| 2 tháng 10     | Taiyō Yori mo Mabushii Hoshi                                 |        | Studio Kai                      | Aya Kobayashi                  | [ 150 ] |
| 3 tháng 10     | Sanda                                                        |        | Science Saru                    | Tomohisa Shimoyama             | [ 151 ] |
| 4 tháng 10     | Học viện siêu anh hùng: Mùa cuối cùng (mùa 8)                |        | Bones (xưởng phim)              | Kenji Nagasaki                 | [ 152 ] |
| 5 tháng 10     | Digimon Beatbreak                                            |        | Toei Animation                  | Hiroaki Miyamoto               | [ 153 ] |
| 6 tháng 10     | Debu to Rabu to Ayamachi to!                                 |        | Marvy Jack                      | Koga Kazuomi                   | [ 154 ] |
| 9 tháng 10     | Tensei Akujo no Kuro Rekishi                                 |        | Studio Deen                     | Hiroaki Sakurai                | [ 155 ] |
| 10 tháng 10    | Be Forever Yamato: Rebel 3199                                |        | Studio Mother                   | Naomichi Yamato                | [ 156 ] |
| tháng 10       | 3-Nen Z-Gumi Ginpachi-Sensei                                 |        | BN Pictures                     | Higashida Natsumi              | [ 157 ] |
| tháng 10       | Spy x Family (mùa 3)                                         |        | Wit Studio, CloverWorks         | Kazuaki Shimada                | [ 158 ] |
| tháng 10       | Chitose trong chai Ramune                                    |        | Feel (xưởng phim hoạt hình)     | Yūji Tokuno                    | [ 159 ] |
| tháng 10       | Saigo ni Hitotsu dake Onegai Shitemo Yoroshī Deshō ka        |        | Liden Films                     | Kazuya Sakamoto                | [ 160 ] |
| tháng 10       | Gnosia                                                       |        | Studio Mausu                    | Mayumi Kamada , Mari Takada    | [ 161 ] |
| tháng 10       | Ninja vs Gokudo                                              |        | Studio Deen                     | Toshinori Watabe               | [ 162 ] |
| tháng 10       | Gửi em, người bất tử (mùa 3)                                 |        | MASSKET Studio                  | Sōta Yokote                    | [ 163 ] |
| tháng 10       | Đàn chị hay xấu hổ                                           |        | Studio Elle                     | Ayumu Kotake                   | [ 164 ] |
| tháng 10       | Towa no Yūgure                                               |        | P.A.Works                       | Naokatsu Tsuda                 | [ 165 ] |
| tháng 10       | Wandance                                                     |        | Madhouse, Cyclone Graphics      | Michiya Kato                   | [ 166 ] |
| tháng 10       | Himekishi wa Barbaroi no Yome                                |        | Jumondou                        | Takayuki Tanaka                | [ 167 ] |
| tháng 10       | Chanto Suenai Kyūketsuki-chan                                |        | Feel (xưởng phim hoạt hình)     | Sayaka Yamai                   | [ 168 ] |
| tháng 10       | Potion, Wagami o Tasukeru                                    |        | Imagica                         | Furukawa Mikiko                | [ 169 ] |
| tháng 10       | Turkey!                                                      |        | Bakken Record                   | Susumo Kudo                    | [ 170 ] |
| tháng 10       | Yasei no Rasu Bosu ga Arawareta!                             |        | Wao World                       | Yūya Horiuchi                  | [ 171 ] |
| tháng 10       | Những ngày thường bất ổn của Yano                            |        | Ajiado                          | Shinpei Matsuo                 | [ 172 ] |
| tháng 10       | Marie cơ khí                                                 |        | Zero-G, Liber                   | Junji Nishimura                | [ 173 ] |
| tháng 10       | Sozai Saishuka no Isekai Ryokōki                             |        | Tatsunoko Production, SynergySP | Yoshinori Odaka                | [ 174 ] |
| tháng 10       | Kingdom (mùa 6)                                              |        | Pierrot, St.Signpost            | Kenichi Imaizumi               | [ 175 ] |
| tháng 10       | Ẩm thực dã ngoại tại dị giới với kỹ năng không tưởng (mùa 2) |        | MAPPA                           | Shiho Tanaka, Eriko Itō        | [ 176 ] |
| tháng 10       | Akujiki Reijō to Kyōketsu Kōshaku: Sono Mamono               |        | Asahi Production                | Takeda Mutsumi                 | [ 177 ] |
| tháng 10       | SI-VIS: Âm thanh của những anh hùng                          |        | Aniplex                         | Fumiaki Maruto                 | [ 178 ] |
| tháng 10       | Mushoku no Eiyū: Betsu ni Sukiru Nanka Iranakattan da ga     |        | Studio A-Cat                    | Kaoru Yabana                   | [ 179 ] |
| tháng 10       | Ranma 1/2 (mùa 2)                                            |        | MAPPA                           | Kōsuke Kawamura                | [ 180 ] |
| tháng 10       | One-Punch Man (mùa 3)                                        |        | J.C.Staff                       | Tomohiro Suzuki                | [ 181 ] |
| tháng 10       | Retsu Purē Kuesuto-darake no Mairaifu                        |        | OLM                             | Daiki Tomiyasu                 | [ 182 ] |
| tháng 10       | Uma Musume : Cinderella Gray (phần 2)                        |        | CygamesPictures                 | Takehiro Miura, Yūki Itō       | [ 183 ] |
| tháng 10       | Kakuriyo no Yadomeshi                                        |        | GONZO, Macaria                  | Yuzuru Yoshizaki               | [ 184 ] |

### Chưa công bố tháng phát sóng
| Ngày phát sóng | Tựa đề                                                                                             | Số tập | Hãng sản xuất                    | Đạo diễn                              | Ng      |
| -------------- | -------------------------------------------------------------------------------------------------- | ------ | -------------------------------- | ------------------------------------- | ------- |
| Mùa xuân       | Akujiki Reijō to Kyōketsu Kōshaku: Sono Mamono, Watashi ga Oishiku Itadakimasu!                    |        |                                  |                                       | [ 185 ] |
| Mùa hè         | Cocoon                                                                                             |        | Sasayuri                         |                                       | [ 186 ] |
| Mùa thu        | Kakuriyo no Yadomeshi                                                                              |        |                                  |                                       | [ 187 ] |
| Trong năm 2025 | 9-Nine: Ruler's Crown                                                                              |        | PRA                              | Ōhata Kōichi                          | [ 188 ] |
| Trong năm 2025 | Ame to Kimi to                                                                                     |        |                                  |                                       | [ 126 ] |
| Trong năm 2025 | A-Rank Party o Ridatsu Shita Ore wa, Moto Oshiego-tachi to Meikyū Shinbu o Mezasu                  |        | BN Pictures                      | Ono Katsumi                           | [ 189 ] |
| Trong năm 2025 | Aru Majo ga Shinu Made                                                                             |        | EMT Squared                      | Nigorikawa Atsushi                    | [ 190 ] |
| Trong năm 2025 | Boku no Hero Academia Final Season (mùa 8)                                                         |        | Bones                            | Nagasaki Kenji (tổng), Nakayama Naomi | [ 191 ] |
| Trong năm 2025 | Bye Bye, Earth                                                                                     |        |                                  |                                       | [ 93 ]  |
| Trong năm 2025 | Bye Bye, Earth                                                                                     |        |                                  |                                       | [ 93 ]  |
| Trong năm 2025 | Chitose-kun wa Ramune Bin no Naka                                                                  |        |                                  |                                       | [ 159 ] |
| Trong năm 2025 | Chūzenji-sensei Mononoke Kōgiroku                                                                  |        | 100Studio                        | Kumano Chihiro                        | [ 82 ]  |
| Trong năm 2025 | City the Animation                                                                                 |        | Kyoto Animation                  | Ishidate Taichi                       | [ 131 ] |
| Trong năm 2025 | Classic Stars                                                                                      |        | Platinum Vision                  | Oba Hideaki                           | [ 91 ]  |
| Trong năm 2025 | #Compass 2.0 Sentō Setsuri Kaiseki System                                                          |        | Lay-duce                         | Nanba Hitoshi                         | [ 192 ] |
| Trong năm 2025 | Danjo no Yūjō wa Seiritsu Suru? (Iya, Shinai!!)                                                    |        | J.C. Staff                       |                                       | [ 193 ] |
| Trong năm 2025 | Fugūshoku "Kanteishi" ga Jitsu wa Saikyō Datta                                                     |        |                                  |                                       | [ 194 ] |
| Trong năm 2025 | Gachiakuta                                                                                         |        | Bones                            | Suganuma Fumihiko                     | [ 123 ] |
| Trong năm 2025 | Gorilla no Kami Kara Kago Sareta Reijō wa Ōritsu Kishidan de Kawaiigareru                          |        |                                  |                                       | [ 87 ]  |
| Trong năm 2025 | Egao no Taenai Shokuba Desu                                                                        |        | Voil                             |                                       | [ 195 ] |
| Trong năm 2025 | Ganbare! Nakamura-kun!!                                                                            |        | Drive                            | Umeki Aoi                             | [ 196 ] |
| Trong năm 2025 | Guilty Gear Strive: Dual Rulers                                                                    |        | Sanzigen                         | Morikawa Shigeru                      | [ 89 ]  |
| Trong năm 2025 | Hana-Doll*                                                                                         |        | A-Real                           | Takata Masahiro                       | [ 197 ] |
| Trong năm 2025 | Himekishi wa Barbaroi no Yome                                                                      |        |                                  |                                       | [ 198 ] |
| Trong năm 2025 | Kaijuu 8-gou (mùa 2)                                                                               |        |                                  |                                       | [ 199 ] |
| Trong năm 2025 | Kaoru Hana wa Rin to Saku                                                                          |        | CloverWorks                      | Takata Masahiro                       | [ 200 ] |
| Trong năm 2025 | Kamitsubaki-shi Kensetsu-chū.                                                                      |        | Kakimoto Kōdai                   | SMDE                                  | [ 201 ] |
| Trong năm 2025 | Kanojo, okarishimasu (mùa 4)                                                                       |        |                                  |                                       | [ 202 ] |
| Trong năm 2025 | Kowloon Generic Romance                                                                            |        |                                  |                                       | [ 92 ]  |
| Trong năm 2025 | Kuroshitsuji: Midori no Majo Hen                                                                   |        |                                  |                                       | [ 85 ]  |
| Trong năm 2025 | Kusuriya no Hitorigoto (mùa 2)                                                                     |        |                                  |                                       | [ 203 ] |
| Trong năm 2025 | Kijin Gentōshō                                                                                     |        | Yokohama Animation Lab           | Aiura Kazuya                          | [ 86 ]  |
| Trong năm 2025 | Kakkō no Iinazuke (mùa 2)                                                                          |        |                                  |                                       | [ 204 ] |
| Trong năm 2025 | Kanpeki Sugite Kawaigeganai to Konyaku Haki Sareta Seijo wa Ringoku ni Urareru) (mùa 2)            |        | Watanabe Shū                     | Troyca                                | [ 205 ] |
| Trong năm 2025 | Lazarus                                                                                            |        | MAPPA                            | Watanabe Shinichirō                   | [ 206 ] |
| Trong năm 2025 | 'Mikadono Sanshimai wa Angai, Choroi                                                               |        |                                  | Matsubayashi Tadahito                 | [ 137 ] |
| Trong năm 2025 | mono                                                                                               |        | Soigne                           | Ryota Aikei                           | [ 88 ]  |
| Trong năm 2025 | Muzik Tiger                                                                                        | 30     | Shin-Ei Animation                |                                       | [ 207 ] |
| Trong năm 2025 | New Panty & Stocking with Garterbelt                                                               |        | Trigger                          | Imaishi Hiroyuki                      | [ 208 ] |
| Trong năm 2025 | Nyaight of the Living Cat                                                                          |        |                                  |                                       | [ 209 ] |
| Trong năm 2025 | Princession Orchestra                                                                              |        | Silver Link                      | Ōnuma Shin                            | [ 210 ] |
| Trong năm 2025 | Shiunji-ke no Kodomo-tachi                                                                         |        | Doga Kobo                        | Kamitsubo Ryouki                      | [ 211 ] |
| Trong năm 2025 | S Rank Monster no "Behemoth" dakedo, Neko to Machigawarete Elf Musume no Pet Toshite Kurashitemasu |        | Zero-G, Saber Works              | Hirakawa Tetsuo                       | [ 212 ] |
| Trong năm 2025 | Sentai Daishikkaku (mùa 2)                                                                         |        |                                  |                                       | [ 213 ] |
| Trong năm 2025 | Tōgen Anki                                                                                         |        |                                  |                                       | [ 142 ] |
| Trong năm 2025 | Tôi muốn bỏ chạy khỏi chương trình giáo dục hoàng tử phi                                           |        | Bakken Record                    | Hiruta Naomi                          | [ 214 ] |
| Trong năm 2025 | Kōjo Denka no Kateikyōshi                                                                          |        |                                  |                                       | [ 215 ] |
| Trong năm 2025 | Rock wa Lady no Tashinamideshite                                                                   |        |                                  |                                       | [ 216 ] |
| Trong năm 2025 | Ruri no Hōseki                                                                                     |        | Studio Bind                      | Fujii Shingo                          | [ 217 ] |
| Trong năm 2025 | Saigo ni Hitotsu dake Onegai shitemo Yoroshī Deshō ka                                              |        | Liden Films Kyoto Studio         | Sakamoto Kazuya                       | [ 218 ] |
| Trong năm 2025 | Seishun Buta Yarō Santa Claus no Yume wo Minai                                                     |        |                                  |                                       | [ 219 ] |
| Trong năm 2025 | Shinobanai! CryptoNinja Sakuya Ni no Maki (mùa 3)                                                  |        | Fanworks                         | Nonaka Akifumi                        | [ 220 ] |
| Trong năm 2025 | Summer Pockets                                                                                     |        | feel.                            | Tomoki Kobayashi                      | [ 84 ]  |
| Trong năm 2025 | Teogonia                                                                                           |        | Asahi Production                 | Mori Kunihiro                         | [ 221 ] |
| Trong năm 2025 | Tongari Bōshi no Atorie                                                                            |        | Bug Films                        | Watanabe Ayumu                        | [ 222 ] |
| Trong năm 2025 | Turkey!                                                                                            |        | EMT Squared                      | Tagashira Shinobu                     | [ 223 ] |
| Trong năm 2025 | Übel Blatt                                                                                         |        | Satelight, Starple Entertainment | Naoya Takashi                         | [ 224 ] |
| Trong năm 2025 | Uma Musume: Cinderella Gray                                                                        |        | CygamesPictures                  | Itō Yūki                              | [ 90 ]  |
| Trong năm 2025 | Utagoe wa Mille-Feuille                                                                            |        | Jumondō                          | Satō Takuya (tổng), Nakajima Kiyoto   | [ 225 ] |
| Trong năm 2025 | Wandance                                                                                           |        | Madhouse, Cyclone Graphics       |                                       | [ 226 ] |
| Trong năm 2025 | Watashi o Tabetai, Hito de nashi                                                                   |        | Studio Lings                     | Kuzuya Naoyuki (tổng), Suzuki Yūsuke  | [ 227 ] |
| Trong năm 2025 | Zatsu Tabi                                                                                         |        | Makaria                          | Watanabe Masaharu                     | [ 83 ]  |
| Trong năm 2025 | Erisu no Seihai                                                                                    |        | Ashi Productions                 | Morita to Junpei                      | [ 228 ] |

## ONA
| Ngày phát hành          | Tựa đề                                      | Số tập | Hãng sản xuất    | Đạo diễn                  | Ng      |
| ----------------------- | ------------------------------------------- | ------ | ---------------- | ------------------------- | ------- |
| 1 tháng 4 - 5 tháng 4   | Koisuru One Piece                           | 6      | Toei Animation   | Yu Kamatani, Hazuki Omoya |         |
| 16 tháng 4 - 21 tháng 5 | Lycoris Recoil: Bạn bè là kẻ trộm thời gian | 6      | A-1 Pictures     | Adachi Shingo             |         |
| 25 Tháng 6              | Shinsei Galverse                            | 6      |                  |                           |         |
| 28 tháng 6 - 1 tháng 8  | Nguyên tội của Takopi                       | 6      | Enishiya         | Iino Shinya               | [ 229 ] |
| 7 tháng 7 - 11 tháng 8  | Hẹn gặp cậu ngày mai ở khu ẩm thực          | 6      | Atelier Pontdarc | Koga Kazuomi              | [ 230 ] |
| 16 tháng 7              | Bullet/Bullet                               |        | E&H Production   | Park Sunghoo              | [ 231 ] |
| 24 Tháng 7              | My Melody & Kuromi                          |        | Toruku Studio    |                           |         |
| Tháng 9                 | Cat's Eye                                   |        | Liden Films      | Yoshifumi Sueda           | [ 232 ] |
| Tháng 10                | Koala E Nikki                               |        | Studio Mother    | Takao Kato                |         |
| Trong năm 2025          | Leviathan                                   |        | Orange           | Christophe Ferreira       | [ 233 ] |

## OVA
| Ngày phát hành | Tựa đề                                                      | Số tập | Hãng sản xuất | Đạo diễn      | Ng      |
| -------------- | ----------------------------------------------------------- | ------ | ------------- | ------------- | ------- |
| 21 tháng 1     | Sk8 the Infinity Extra Part                                 | 1      | Bones         | Utsumi Hiroko | [ 234 ] |
| 26 tháng 3     | Aldnoah Zero: EP 24.5 Ame no Danshō - The Penultimate Truth | 1      |               |               | [ 235 ] |